# 長良川鉄道NTB形ディーゼル機関車
長良川鉄道NTB形ディーゼル機関車（ながらがわてつどうNTBがたディーゼルきかんしゃ）は、かつて長良川鉄道越美南線で運用されていたディーゼル機関車である。1両のみ（209）のみ存在した。
元々は除雪用のモーターカーであり、法規上は「機械」扱いで「鉄道車両」ではないので車籍は無かった。1992年にトロッコ列車の運行を行うために車籍をとり、「鉄道車両」となっている。よって、車籍を有するモーターカーという珍しい車両であった。この記事では車籍があった時期があることから、モーターカーとしてではなく、ディーゼル機関車の一種として記述する。

## 概要
1986年に富士重工業で製造された、軌道モータカーTMC300S形（TMC300形のラッセル車タイプ）である。運転席が片側しかなく、進行方向へ運転席を向けるための自動転車装置が備えられている。長良川鉄道開業時に軌道モータカーとして入線。除雪用車両として運用される。
1992年、トロッコ列車を運行するにあたり、NTB209形はATS-Sと列車無線が取り付けられて車籍を取得。正式に鉄道車両となる。トロッコ列車は同年4月29日より運行が始まる（季節運行）。
2003年にトロッコ列車の運行が中止された後は、除雪用機関車として運用されている。
その後、2011年3月31日に車籍を抹消となり、2014年に車体の色は黄色に変更され、形式もNTB形からMラ形に変更された。形式名はラッセル式のモーターカーと推測されている。また、JR東海からロータリー式の除雪用モーターカーを購入し、Mロ形として運用している。

## 主要諸元
- 全長：7,050mm
- 全幅：2,890mm
- 全高：3,805mm
- 自重：16.0t
- 機関：富士重工業E120T形ディーゼル機関1基
- 軸配置：B
- 出力：235PS